# Nekrolog 1643
Nekrolog
◄◄
| ◄
| 1639
| 1640
| 1641
| 1642
| 1643 | 1644 | 1645 | 1646 | 1647 | ► | ►►
Weitere Ereignisse | Allgemeiner Nekrolog 1643
Die Beschreibung der verstorbenen Person sollte so kurz wie möglich gehalten sein und nur deren signifikante Tätigkeit(en) enthalten.
Neue Namen ggf. auch unter dem Geburts- und Sterbedatum, also etwa unter 1. Januar und im Geburts- und Sterbejahr (2024) eintragen (nur bei entsprechender großer Wichtigkeit). Für Beispiele siehe die schon vorhandenen Artikel.
Außerdem über die fünf zuletzt Verstorbenen, zu denen es einen ausreichend guten Artikel für eine Präsentation auf der Hauptseite gibt, nach der todesbedingten Überarbeitung der Artikel ggf. auch unter Wikipedia Diskussion:Hauptseite informieren und sie am besten auch in den anderen Wikipedia-Sprachversionen eintragen. Tipp: Regelmäßig bei news.google.de nach „ist tot“, „gestorben“ oder „verstorben“ suchen.
Wenn eine Person gestorben ist, gibt es viele Seiten zu dieser Person in der Wikipedia, die davon auch betroffen sind und entsprechend aktualisiert werden müssen. Beispiele: Namenübersichtsseite, Geburtsjahr, Geburtsort-Seiten und viele mehr.
Wie finde ich die betroffenen Seiten?
Im Suchfeld auf der linken Seite gibt man den Suchbegriff so ein: „Vorname Nachname“. Dann klickt man auf Volltext und alle Seiten mit entsprechendem Suchtext werden aufgerufen. Hier sieht man dann schnell, wo auch das Todesjahr Sinn macht oder sogar ein Teil des Artikels angepasst werden muss. Auch hilft das „Werkzeug“ auf der linken Seite sehr gut, um solche Seiten aufzufinden: „Links auf diese Seite“. Somit ist die Wikipedia wieder aktuell in allen Bereichen! Hinweis: bei Eintragung der Kategorie „Gestorben JAHR“ wird der Missbrauchsfilter 49 ausgelöst, was jedoch nicht schlimm ist. Siehe: Spezial:Missbrauchsfilter/49
Dies ist eine Liste von im Jahr 1643 verstorbenen bekannten Persönlichkeiten. Die Einträge erfolgen innerhalb der einzelnen Daten alphabetisch sortiert. Tiere sind im Nekrolog für Tiere zu finden.

## Januar
| Tag        | Name                      | Beruf, bekannt als                                                                                       | Alter | Beleg |
| ---------- | ------------------------- | --- | ----- | ----- |
| 5. Januar  | Juan Bautista Comes       | spanischer Kapellmeister und Komponist                                                                   |       |       |
| 7. Januar  | Günther XLII.             | Graf von Schwarzburg-Sondershausen                                                                       | 72    |       |
| 8. Januar  | Giovanni Camillo Gloriosi | italienischer Mathematiker und Astronom                                                                  |       |       |
| 14. Januar | John Bois                 | britischer Geistlicher und Mitglied der königlichen Kommission zur Bibelübersetzung unter König Jakob I. | 83    |       |
| 23. Januar | Gabriel Voigtländer       | deutscher Trompeter und Liederdichter                                                                    |       |       |
| 25. Januar | Conrad Spölin             | Bürgermeister der Stadt Heilbronn                                                                        | 55    |       |

## Februar
| Tag         | Name                          | Beruf, bekannt als                                                      | Alter | Beleg |
| ----------- | ----------------------------- | ----------------------------------------------------------------------- | ----- | ----- |
| 4. Februar  | Pietro Campori                | italienischer katholischer Bischof und Kardinal                         |       |       |
| 5. Februar  | Johannes Steuber              | deutscher Hebraist und evangelischer Theologe                           | 53    |       |
| 9. Februar  | Sidney Godolphin              | englischer Dichter                                                      |       |       |
| 11. Februar | Anna Maria von Pfalz-Neuburg  | Herzogin von Sachsen-Altenburg                                          | 67    |       |
| 15. Februar | Juliane von Nassau-Dillenburg | Gräfin von Nassau-Dillenburg, durch Heirat Landgräfin von Hessen-Kassel | 55    |       |
| 25. Februar | Marco da Gagliano             | italienischer Komponist                                                 | 60    |       |

## März
| Tag      | Name                                    | Beruf, bekannt als                                          | Alter | Beleg |
| -------- | --------------------------------------- | ----------------------------------------------------------- | ----- | ----- |
| 1. März  | Girolamo Frescobaldi                    | italienischer Organist und Komponist des Barock             | 59    |       |
| 2. März  | Robert Greville, 2. Baron Brooke        | britischer General                                          |       |       |
| 15. März | Esaias Edelmann                         | deutscher Prediger                                          | 45    |       |
| 19. März | Spencer Compton, 2. Earl of Northampton | englischer Feldherr, Politiker und Peer                     | 41    |       |
| 20. März | Johann Kirchmann                        | Philologe, Autor, Pädagoge                                  | 68    |       |
| 23. März | Emmerich Fünkler                        | katholischer Priester, Benediktiner und Abt                 |       |       |
| 31. März | Philibert Monet                         | französischer Jesuit, Altphilologe, Romanist und Lexikograf |       |       |

## April
| Tag       | Name                           | Beruf, bekannt als                                                                                               | Alter | Beleg |
| --------- | ------------------------------ | --- | ----- | ----- |
| 4. April  | Simon Episcopius               | Theologe und Professor des Remonstrantischen Seminars an der Universität von Amsterdam                           | 60    |       |
| 9. April  | Benedetto Castelli             | italienischer Naturwissenschaftler                                                                               |       |       |
| 12. April | Nikolaus Hunnius               | lutherischer Theologe, Professor der Theologie Universität Wittenberg und Superintendent in Bremen und Eilenburg | 57    |       |
| 15. April | Gregor Ritzsch                 | deutscher Buchdrucker und evangelischer Kirchenliederdichter der Barockzeit                                      |       |       |
| 18. April | David Cecil, 3. Earl of Exeter | englischer Peer und Politiker                                                                                    |       |       |
| 20. April | Christoph Demantius            | deutscher Komponist                                                                                              | 75    |       |
| 28. April | Philipp III.                   | Landgraf von Hessen-Butzbach (1609–1643)                                                                         | 61    |       |

## Mai
| Tag     | Name                     | Beruf, bekannt als                                                       | Alter | Beleg |
| ------- | ------------------------ | ------------------------------------------------------------------------ | ----- | ----- |
| 14. Mai | Ludwig XIII.             | König von Frankreich                                                     | 41    |       |
| 15. Mai | Andreas Kesler           | deutscher lutherischer Theologe                                          | 47    |       |
| 17. Mai | Giovanni Picchi          | italienischer Lautenist, Organist und Komponist                          |       |       |
| 18. Mai | Henri de Sponde          | französischer Jurist, Historiker und Kleriker                            | 75    |       |
| 19. Mai | Paul Bernard de Fontaine | Kommandeur der spanischen Infanterie während des Achtzigjährigen Krieges |       |       |

## Juni
| Tag      | Name               | Beruf, bekannt als                                                        | Alter | Beleg |
| -------- | ------------------ | ------------------------------------------------------------------------- | ----- | ----- |
| 1. Juni  | Bernhard Werenberg | deutscher Pädagoge und Philosoph                                          | 65    |       |
| 8. Juni  | Guillaume Dupré    | französischer Bildhauer, Medailleur und Münzmeister sowie Gemmenschneider |       |       |
| 24. Juni | John Hampden       | englischer Politiker                                                      |       |       |
| 30. Juni | Gertruida van Veen | flämische Malerin                                                         | 41    |       |

## Juli
| Tag      | Name                         | Beruf, bekannt als                                                  | Alter | Beleg |
| -------- | ---------------------------- | ------------------------------------------------------------------- | ----- | ----- |
| 9. Juli  | Paulus Traudenius            | Gouverneur von Niederländisch-Formosa                               |       |       |
| 12. Juli | François Duquesnoy           | flämischer Bildhauer                                                | 46    |       |
| 13. Juli | Johannes Kromayer            | deutscher lutherischer Geistlicher, Hofprediger und Schulreformator | 66    |       |
| 20. Juli | Franz Wilhelm Mohr von Waldt | kaiserlicher Obrist im Dreißigjährigen Krieg                        |       |       |
| 23. Juli | Nikolaus Oelhafen            | deutscher Arzt und Botaniker aus Danzig                             | 39    |       |
| 25. Juli | Samuel von Winterfeld        | deutscher Domherr, Staatsmann und Statthalter der Kurmark           | 61    |       |

## August
| Tag        | Name                                 | Beruf, bekannt als                                                         | Alter | Beleg |
| ---------- | ------------------------------------ | -------------------------------------------------------------------------- | ----- | ----- |
| 7. August  | Hendrik Brouwer                      | niederländischer Seefahrer und Generalgouverneur von Niederländisch-Indien |       |       |
| 7. August  | Margarethe von Braunschweig-Lüneburg | Herzogin von Sachsen-Coburg                                                | 70    |       |
| 8. August  | Dirck de Vlaming van Oudshoorn       | holländischer Aristokrat und Amsterdamer Bürgermeister                     |       |       |
| 22. August | Johann Georg Wirsung                 | deutscher Anatom                                                           | 54    |       |
| 23. August | Percival Willoughby                  | britischer Politiker                                                       |       |       |
| August     | Anne Hutchinson                      | englische Puritanerin und Kolonistin in Massachusetts in Nordamerika       | 52    |       |

## September
| Tag           | Name                                   | Beruf, bekannt als                                                                | Alter | Beleg |
| ------------- | -------------------------------------- | --------------------------------------------------------------------------------- | ----- | ----- |
| 1. September  | Dorothea von Braunschweig-Wolfenbüttel | Prinzessin von Braunschweig-Wolfenbüttel, durch Heirat Markgräfin von Brandenburg | 47    |       |
| 4. September  | Sebastian von Lodron                   | Bischof von Gurk (1630–1643)                                                      | 42    |       |
| 11. September | Simondio Salimbeni                     | italienischer Maler                                                               |       |       |
| 20. September | Anthony Mansel                         | walisischer Adliger und Militär                                                   |       |       |
| 21. September | Huang Taiji                            | Kaiser von China                                                                  |       |       |

## Oktober
| Tag         | Name                       | Beruf, bekannt als                                                          | Alter | Beleg |
| ----------- | -------------------------- | --------------------------------------------------------------------------- | ----- | ----- |
| 11. Oktober | Jean Duvergier de Hauranne | französischer römisch-katholischer Theologe, Hauptvertreter des Jansenismus |       |       |
| 28. Oktober | Marie Juliane von Hanau    | Adelige                                                                     | 26    |       |

## November
| Tag          | Name                             | Beruf, bekannt als                                     | Alter | Beleg |
| ------------ | -------------------------------- | ------------------------------------------------------ | ----- | ----- |
| 3. November  | Paul Guldin                      | Astronom und Professor für Mathematik in Graz und Wien | 66    |       |
| 9. November  | Anthony Grey, 9. Earl of Kent    | englischer Peer                                        |       |       |
| 14. November | Georg Aribert von Anhalt-Dessau  | askanischer Prinz                                      | 37    |       |
| 19. November | Andreas Helvigius                | deutscher Philologe und Pädagoge                       |       |       |
| 24. November | Jean Baptiste Budes de Guébriant | Marschall von Frankreich                               |       |       |
| 29. November | Tobias Adami                     | deutscher Philosoph                                    | 62    |       |
| 29. November | William Cartwright               | englischer Dichter und Dramatiker                      | 32    |       |
| 29. November | Claudio Monteverdi               | italienischer Komponist des Barock                     |       |       |

## Dezember
| Tag          | Name                                          | Beruf, bekannt als | Alter | Beleg |
| ------------ | --------------------------------------------- | --- | ----- | ----- |
| 1. Dezember  | Johann Christoph von Liechtenstein-Kastelkorn | Bischof von Chiemsee |       |       |
| 7. Dezember  | Hans Wolf von der Heyden                      | kurbrandenburgischer Obrist, Kammerherr sowie Amtshauptmann von Tangermünde und Borgstall, Ritter des Johanniter-Ordens und Komtur der Johanniter-Kommende Süpplingenburg |       |       |
| 8. Dezember  | Antoine de Boësset                            | französischer Sänger und Komponist des Barock | 56    |       |
| 8. Dezember  | John Pym                                      | Führer der Parlamentspartei im englischen Unterhaus zur Zeit Karls I. |       |       |
| 11. Dezember | Hermann von Wrangel                           | schwedischer Feldmarschall | 56    |       |
| 13. Dezember | Johann Feldhusen                              | Jurist, Ratssekretär und Ratsherr der Hansestadt Lübeck | 66    |       |
| 16. Dezember | Hermann Samson                                | Superintendent von Livland | 64    |       |
| 17. Dezember | Friedrich Richard Mockhel                     | Jurist und Diplomat | 49    |       |
| 30. Dezember | Giovanni Baglione                             | italienischer Maler und Kunstschriftsteller |       |       |
| 31. Dezember | Ottaviano Raggi                               | italienischer Kardinal und Bischof | 51    |       |
| Dezember     | Johann Wilhelm Wennemar von Eppe              | Söldnerführer im Dreißigjährigen Krieg |       |       |

## Datum unbekannt
| Tag | Name                             | Beruf, bekannt als                                                                          | Alter | Beleg |
| --- | -------------------------------- | ------------------------------------------------------------------------------------------- | ----- | ----- |
|     | Frang Bardhi                     | Bischof der albanischen Diözese Sapa und Sardes                                             |       |       |
|     | Sophie Brahe                     | dänische Astronomin und die Schwester von Tycho Brahe                                       |       |       |
|     | Jonas Bronck                     | erster europäischer Siedler an der Mündung des Hudson River (1638)                          |       |       |
|     | Juan Luis de la Cerda            | spanischer katholischer Ordenspriester (Jesuit), klassischer Philologe und Vergil-Interpret |       |       |
|     | Giovanni Battista Ciampoli       | italienischer Geistlicher und enger Freund von Galileo Galilei                              |       |       |
|     | Heidenreich Droste zu Vischering | Amtsdroste in Ahaus und Horstmar                                                            |       |       |
|     | Orazio Ferraro                   | italienischer Maler und Stuckateur                                                          |       |       |
|     | Pierre Hérigone                  | französischer Mathematiker                                                                  |       |       |
|     | Paul Juvenell der Ältere         | Nürnberger Maler                                                                            |       |       |
|     | Gottfried Reichmann              | Abt des Klosters Wedinghausen                                                               |       |       |
|     | Joan Romanyà                     | katalanischer Benediktinermönch, Kapellmeister, Organist und Komponist                      |       |       |
|     | Walter Warner                    | britischer Mathematiker und Alchemist                                                       |       |       |